# DJ Shocca
DJ Shocca, également connu sous les noms de Roc Barakys, Roc Beats, et DJ RockDrive, de son vrai nom Matteo Bernacchi, né le 28 mars 1979, est un disc jockey et beatmaker italien, membre des collectifs The Italian Job et Unlimited Struggle.

## Biographie
DJ Shocca commence sa carrière musicale en 1994 à la formation du groupe Centro13, aux côtés des rappeurs Mistaman, Ciacca et Frank Siciliano, avec qui il réalise une première démo, Questi sono i fatti. En 1997, il publie l'album ABC, qui est suivi plus tard de Acciaio, l'unique album studio de Centro13. 
En 2000, DJ Shocca collabore avec Frank Siciliano sur l'EP Monkey Island, puis avec Mistaman sur l'album studio Colpi in aria. En 2004, Shocca publie son premier album studio, 60 Hz, distribué au label Vibrarecords, qui fait participer Esa, Rivalcapone, Mistaman, Stokka e MadBuddy, DJ Double S, Club Dogo, Nesli, Bassi Maestro, Tormento, Primo de Cor Veleno, Frank Siciliano et ATPC. Toujours en 2004, il collabore avec Bassi Maestro sur Busdeez Presenta: The Remedy Tape – Volume Uno et Magiko Hip Hop.
En 2005, il collabore avec OneMic et le Club Dogo sur leurs albums respectifs Sotto la cintura et Penna capitale. En mai 2007, il collabore avec Frank Siciliano pour la formation du collectif Unlimited Struggle, avec lequel il produit Struggle Music, un album qui fait notamment participer Mistaman, Stokka & MadBuddy, Bassi Maestro, Club Dogo, Ghemon, Tony Fine, Amir et Jack the Smoker. Puis sort l'album Stereotypez de Special Teamz, un groupe de rap américain sur lequel Shocca participe au morceau Classical à la demande du rappeur Edo G. En 2008, il produit la chanson Messaggi, incluse dans l'album Vendetta d'Ensi, et l'album Anni senza fine de Mistaman. Puis DJ Shocca forme avec Mr. Phil, DJ Double S, et Bassi Maestro le collectif de DJ Once Were Warriorz. En 2009, il écrit Tonz of Gunz (The Boot Camp Click Remixes). 
En 2010 et 2012, il collabore avec le rappeur Amir, puis avec Bassi Maestro et Mistaman pour  respectivement, l'EP Musica che non si tocca et l'album La Scatola nera. En 2014, il produit l'album Struggle Radio avec Stokka e MadBuddy pour l'Unlimited Struggle et collabore sur l'album M-Theory de Mistaman. En 2015, il produit une chanson sur l'album L.U.N.A. de Frank Siciliano. En 2017, il participe à la vidéo XL, chanson de Macro Marco, publiée en août.

## Discographie

### Albums studio
- 1997 – ABC (avec Uno)
- 2001 – Colpi in aria (avec Mistaman)
- 2004 – 60 Hz
- 2007 – Struggle Music (avec Frank Siciliano)
- 2012 – La scatola nera (avec Mistaman)

### EP
- 2000 – Monkey Island (avec Frank Siciliano)
- 2010 – Musica che non si tocca (avec Bassi Maestro)
- 2014 – Struggle Radio (avec Stokka e MadBuddy)

### Productions
- 1999 – Acciaio (avec Centro13)
- 2001 – Bassi Maestro - Rapper italiano
- 2002 – Cricca Dei Balordi - Musi
- 2003 – Bassi Maestro - Classe '73
- 2004 – ATPC - Idem
- 2004 – Bassi Maestro - Esuberanza
- 2004 – Bat - Riprendiamoci tutto
- 2005 – Ago - L'urlo
- 2005 – Club Dogo - Penna capitale
- 2005 – OneMic - Sotto la cintura
- 2005 – ATPC - Re-Idem
- 2006 – Amir - Uomo di prestigio
- 2006 – Fuoco Negli Occhi - Graffi sul vetro
- 2007 – Amir - Vita di prestigio
- 2007 – Special Teamz - Stereotypez
- 2007 – Boys - 1985
- 2008 – Ensi - Vendetta
- 2008 – Mistaman - Anni senza fine
- 2008 – Micromala - Colpo grosso
- 2009 – Ago - Made in Italy
- 2009 – Cali - L'odio del mondo rese l'uomo schiavo dell'amore
- 2009 – Gente De Borgata - Terra terra
- 2009 – Fadamat - Street Album Vol.2
- 2009 – Jack the Smoker - V.Ita
- 2009 – Kiave - Il tempo necessario
- 2009 – LaMiss - Il profumo della pioggia
- 2009 – Matteo Pelli - 900 metri EP
- 2010 – Amir - Pronto al peggio
- 2011 – Helloex - Fare o non fare
- 2011 – Gué Pequeno - Il ragazzo d'oroassel - Come Dio Co
- 2012 – Gio Green - Verde
- 2012 – Reka The Saint - Sun Rayz
- 2013 – Hermano Loco - Mamma rivolta
- 2013 – Nex Cassel - Come Dio comanda
- 2014 – Mistaman - M-Theory
- 2015 – Frank Siciliano - L.U.N.A.
- 2016 – Il Turco - Rap'autore